# USS Warrington (DD-383)
USS Warrington (DD-383) là một tàu khu trục lớp Somers được Hải quân Hoa Kỳ chế tạo vào giữa những năm 1930. Nó là chiếc tàu chiến thứ hai của Hải quân Hoa Kỳ được đặt tên theo Đại tá Hải quân Lewis Warrington (1782-1851), người tham gia các cuộc Chiến tranh Barbary và Chiến tranh 1812 cũng như là Bộ trưởng Hải quân tạm quyền. Sau nhiều năm phục vụ tại Mặt trận Thái Bình Dương trong Chiến tranh Thế giới thứ hai, Warrington bị đắm trong một cơn bão tại vùng biển Bahamas vào ngày 13 tháng 9 năm 1944.

## Thiết kế và chế tạo
Warrington được đặt lườn tại xưởng tàu của hãng Federal Shipbuilding and Drydock Company, ở Kearny, New Jersey vào ngày 10 tháng 10 năm 1935. Nó được hạ thủy vào ngày 15 tháng 5 năm 1937; được đỡ đầu bởi cô Katherine Taft Chubb; và được đưa ra hoạt động tại Xưởng hải quân New York vào ngày 9 tháng 2 năm 1938 dưới quyền chỉ huy của Hạm trưởng, Trung tá Hải quân Leighton Wood.

## Lịch sử hoạt động

### Giữa hai cuộc thế chiến
Sau một chuyến đi chạy thử máy đến quần đảo Tây Ấn vào tháng 4 và tháng 5 năm 1938, Warrington quay trở về New York vào ngày 24 tháng 5, được sửa chữa sau thử máy, rồi tiến hành huấn luyện chiến thuật ngoài khơi Cape Cod và Virginia Capes. Nó cũng tham gia các cuộc cơ động cùng những con tàu thuộc Đội tàu ngầm 4 tại vùng biển gần New London. Đến tháng 10, nó đi về phía Nam cho các đợt huấn luyện ôn tập tại vùng biển Cuba. Vào ngày 4 tháng 12, con tàu quay trở lên phía Bắc đến Newport, Rhode Island, nơi nó trở thành một đơn vị của Đội khu trục 17 trực thuộc Hải đội Khu trục 9. Nó hoạt động dọc theo vùng bờ Đông, thực hiện một chuyến đi đến vùng biển Caribe cùng một đội đặc nhiệm được xây dựng chung quanh các tàu sân bay Enterprise và Yorktown để tham gia cuộc tập trận Vấn đề Hạm đội XX.
Vào giữa tháng 2 năm 1939, Warrington đi đến Key West để phục vụ hộ tống cho Houston, chiếc tàu tuần dương hạng nặng vốn đang đưa Tổng thống Franklin D. Roosevelt và Trưởng phòng Tác chiến Hải quân, Đô đốc William D. Leahy thị sát giai đoạn kết thúc của cuộc tập trận hàng năm 1939. Chiếc tàu khu trục hoàn thành nhiệm vụ sau khi đi đến Charleston, South Carolina vào ngày 3 tháng 3, nơi Tổng thống và Đô đốc Leahy rời Houston để quay trở về Washington, D.C.. Sau ba tháng hoạt động dọc theo vùng bờ biển giữa New York và Norfolk, nó thả neo tại Fort Hancock, New Jersey vào sáng ngày 9 tháng 6 để đón lên tàu Vua George VI và Hoàng hậu Mary của Anh Quốc để đưa đến Manhattan.
Warrington khởi hành từ Norfolk vào ngày 26 tháng 6, băng qua kênh đào Panama vào ngày 3 tháng 7 để đi đến cảng nhà mới của nó là San Diego, California không lâu sau đó. Được phân về Lực lượng Chiến trận của Hạm đội Hoa Kỳ, nó tham gia các hoạt động dọc theo bờ biển California trong chín tháng tiếp theo. Vào đầu tháng 4 năm 1940, nó rời San Diego cùng các tàu chiến của Lực lượng Chiến trận để tham gia cuộc tập trận Vấn đề Hạm đội XXI được tổ chức tại vùng biển Hawaii. Cho dù vẫn giữ cảng nhà trên danh nghĩa tại San Diego, nó đặt căn cứ tại Trân Châu Cảng trong hầu hết thời gian phục vụ trong thời bình còn lại. Từ tháng 4 năm 1940 đến tháng 4 năm 1941, nó chỉ quay trở lại vùng bờ Đông trong hai dịp: vào tháng 6 năm 1940 để sửa chữa sau khi hoàn tất đợt thực tập hạm đội; và một lần khác vào cuối tháng 11 và đầu tháng 12 năm đó.
Sau mười hai tháng huấn luyện ngoài khơi Trân Châu Cảng, thường là với các tàu ngầm để thực hành ngư lôi, Warrington rời vùng biến Hawaii vào ngày 18 tháng 4 năm 1941 do được điều động tăng cường cho lực lượng tham gia hoạt động Tuần tra Trung lập, được hình thành sau khi Chiến tranh Thế giới thứ hai nổ ra tại Châu Âu. Băng qua kênh đào Panama vào ngày 7 tháng 5, nó tiếp tục đi đến vịnh Guantánamo, Cuba, nơi nó tham gia một lực lượng tuần tra bao gồm Cincinnati, Memphis và Davis. Khu vực hoạt động của nó trải rộng đến phía Đông biển Caribe và Tây Đại Tây Dương, về phía Nam đến vùng Tây Ấn ở khoảng vĩ độ 12° Nam. Ngoài nhiệm vụ tuần tra, nó thỉnh thoảng được giao hộ tống vận tải; và nhiệm vụ cuối cùng trong giai đoạn "Tuần tra Trung lập" bao gồm một chuyến đi cùng tàu tuần dương hạng nhẹ Milwaukee để hộ tống cho chiếc SS Acadia đi từ Recife, Brazil đến Puerto Rico. Nó đi đến San Juan vào ngày 3 tháng 11, rồi đi lên phía Bắc viếng thăm Norfolk trong hai ngày, trước khi đi vào Xưởng hải quân Charleston vào ngày 9 tháng 11 để đại tu.

### Thế Chiến II

#### Bờ Đông và Đông Nam Thái Bình Dương
Warrington vẫn còn đang neo đậu tại vào ngày 7 tháng 12 năm 1941 khi nhận được tin tức về việc Đế quốc Nhật Bản tấn công Trân Châu Cảng thúc đẩy Hoa Kỳ bước vào chiến tranh. Nó ra khơi vào ngày hôm sau, tiến hành tuần tra ngoài khơi bờ biển Đại Tây Dương từ Norfolk đến Newport. Đến cuối tháng 12, nó gặp gỡ HMS Duke of York và hộ tống chiếc thiết giáp hạm Anh đi đến Norfolk vào ngày 21 tháng 12. Trong ba tuần lễ tiếp theo, nó tuần tra vùng bờ Đông về phía Bắc đến tận vùng bờ biển Massachusetts; sau đó nó đi về phía Nam để đến khu vực hoạt động mới. Vào ngày 17 tháng 1 năm 1942, con tàu đi đến Balboa tại lối ra Thái Bình Dương của kênh đào Panama, và trình diện để hoạt động cùng Lực lượng Đông Nam Thái Bình Dương.
Đặt căn cứ tại Balboa, Warrington hoạt động cùng Lực lượng Đông Nam Thái Bình Dương, bao gồm ba tàu tuần dương và một tàu khu trục khác, trong 16 tháng tiếp theo sau, với hai nhiệm vụ chính: hộ tống các tàu buôn, tàu tiếp liệu và tàu chuyển quân giữa Panama và quần đảo Society; và tuần tra chống tàu ngầm tại khu vực Đông Nam Thái Bình Dương đến tận Callao, Peru. Các nhiệm vụ khác bao gồm phục vụ huấn luyện cho tàu ngầm và máy bay tuần tra chuẩn bị đi đến vùng chiến sự. Sau khi Chiến dịch Guadalcanal bắt đầu vào ngày 7 tháng 8, các chuyến đi đến quần đảo Society có ý nghĩa càng quan trọng, vì phần lớn những con tàu nó hộ tống vận chuyển tiếp liệu và binh lính tăng viện hỗ trợ cho cuộc phản công đầu tiên của Đồng Minh tại Thái Bình Dương.
Vào các ngày 10 và 11 tháng 12, Warrington hộ tống cho thiết giáp hạm South Dakota, bị hư hại nặng trong trận Hải chiến Guadalcanal vào giữa tháng 11, đi đến Balboa trên đường quay trở về New York để sửa chữa. Nó tiếp tục nhiệm vụ tuần tra và hộ tống cùng Lực lượng Đông Nam Thái Bình Dương cho đến đầu tháng 6 năm 1943. Vào ngày 23 tháng 5, nó rời Balboa hộ tống một đoàn tàu vận tải đi đến quần đảo Society; và khi đến Bora Bora vào ngày 4 tháng 6, nó được lệnh trình diện để phục vụ cùng Tổng Tư lệnh Hạm đội Thái Bình Dương.

#### Tây Nam Thái Bình Dương
Khu vực Tây Nam Thái Bình Dương trở thành địa bàn hoạt động của Warrington. Sau khi đi đến Nouméa, New Caledonia, nó bắt đầu một giai đoạn hoạt động hộ tống vận tải kéo dài năm tuần, đi đến Australia, Samoa, Hawaii, Guadalcanal và quần đảo New Hebride. Vào ngày 1 tháng 10, nó rời Espiritu Santo thuộc nhóm quần đảo New Hebride để tháp tùng tàu sân bay hộ tống Prince William đi Samoa, trước khi chiếc tàu khu trục đi đến Trân Châu Cảng để sửa chữa và tiếp nhận một đoàn tàu vận tải. Nó quay trở lại Espiritu Santo vào ngày 30 tháng 10, nhưng vào ngày 6 tháng 11 đã đi đến ngoài khơi Koli Point, Guadalcanal, nơi nó gia nhập thành phần thê đội hai của lực lượng tấn công Bougainville. Nó hộ tống các tàu chuyển quân đi đến vịnh Nữ hoàng Augusta, Bougainville lúc bình minh hai ngày sau đó, tuần tra về phía biển trong khi các tàu vận chuyển đổ bộ binh lính và tiếp liệu lên các bãi biển về phía Đông và Đông Nam mũi Torokina.
Gần giữa trưa, lệnh báo động phòng không được đưa ra; các tàu chuyển quân và chở hàng đều lên đường để lẩn tránh, và Warrington tham gia lực lượng bảo vệ phòng không cho nơi neo đậu và bãi đổ bộ. Sau giữa trưa, nó nổ súng vào hai máy bay Nhật Bản băng ngang phía đuôi tàu; chiếc thứ nhất bắt đầu bốc cháy và rơi phía đuôi tàu, trong khi chiếc thứ hai cũng trúng hỏa lực từ các tàu khác, bị bắn rụng nhiều mảnh nhỏ và cuối cùng cũng bị bắn rơi. Vì vậy Warrington được ghi công bắn rơi một máy bay đối phương và chia sẻ chiến công thứ hai. Đối phương rút lui lúc khoảng 12 giờ 25 phút, và sáu phút sau các tàu vận chuyển tiếp nối công việc của chúng tại mũi Torokina. Đêm hôm đó, nó hộ tống các tàu vận chuyển rỗng quay trở lại Guadalcanal.
Trong một tháng tiếp theo sau, Warrington thực hiện các chuyến hộ tống vận tải giữa Guadalcanal và Espiritu Santo. Vào ngày 14 tháng 3 năm 1944, nó nằm trong thành phần bảo vệ chống tàu ngầm cho một đội đặc nhiệm tàu sân bay hộ tống, để hoạt động hỗ trợ cho Lực lượng Đặc nhiệm 37 trong cuộc tấn công lên Kavieng, một căn cứ chủ yếu của Nhật Bản tại đầu mũi Tây Bắc của đảo New Ireland. Cuối tháng đó, nó hộ tống một đoàn tàu vận tải chuyển quân đến đảo Emirau, đến nơi vào ngày 28 tháng 3. Vào ngày 6 tháng 4, chiếc tàu khu trục quay trở lại New Hebride, dừng một chặng ngắn tại Espiritu Santo trước khi tiếp tục đi đến Efate, nơi nó tiễn hành khách lên bờ. Vào ngày 9 tháng 4, nó quay trở lại cảng Espiritu Santo cho một đợt bảo trì kéo dài 11 ngày.

#### New Guinea
Vào ngày 20 tháng 4, Warrington gia nhập trở lại Lực lượng Đặc nhiệm 37 tại Efate, và bốn ngày sau đã lên đường đi Sydney, Australia, đến nơi vào ngày 29 tháng 4. Sau một tuần lễ trong cảng, nó quay trở lại Efate cùng Lực lượng Đặc nhiệm 37, đi đến cảng Havannah vào ngày 10 tháng 5. Tại đây, nó và tàu khu trục Balch được cho tách ra khỏi lực lượng đặc nhiệm để đi đến New Guinea. Họ đi đến vịnh Milne vào ngày 13 tháng 5, trình diện để phục vụ cùng Đệ thất Hạm đội. Hai ngày sau, nó rời vịnh Milne hướng đến các mũi Sudest và Cretin, rồi gia nhập lực lượng chống tàu ngầm cho một đoàn tàu vận tải LST hướng đến Hollandia. Nó đưa đoàn tàu đi đến vịnh Humboldt vào ngày 22 tháng 5, và ở lại đây trong ba ngày. Nó và Balch cùng lên đường vào ngày 25 tháng 5, tiến hành một đợt bắn phá đảo Wakde hỗ trợ cho cuộc tiến quân của Tập đoàn quân 6 Hoa Kỳ.
Bắt đầu làm nhiệm vụ từ sáng sớm ngày 26 tháng 5, nhưng do địa hình bị che khuất bởi rừng cây rậm rạp khiến không thể xác định mục tiêu cụ thể, nên Warrington bắn hỏa lực hỗ trợ theo khu vực vào vùng được chỉ định. Sang ngày 27 tháng 5, nó và Balch quay trở lại khu vực tiếp tục bắn pháo hỗ trợ trước khi quay trở lại vịnh Humboldt cùng ngày hôm đó. Nó lại rời Hollandia vào xế trưa ngày 28 tháng 5 hộ tống một đoàn tàu đổ bộ LST đi đến một điểm hẹn, rồi tham gia cùng lực lượng bảo vệ chống tàu ngầm cho đoàn tàu để hộ tống chúng đi đến đảo Biak. Đoàn tàu đi đến nơi vào 07 giờ 25 phút ngày 30 tháng 5, nơi chiếc tàu khu trục được lệnh gia nhập đội bắn phá bờ biển 1 để hỗ trợ cho việc tiến quân của lực lượng Hoa Kỳ trên bờ về phía sân bay Mokmer. Khoảng một giờ sau, nó được lệnh tuần tra về phía Tây bãi đổ bộ ngăn cản đối phương di chuyển lực lượng tăng cường từ hướng này. Sau một ngày bình yên không gặp sự cố nào, nó tách khỏi nhiệm vụ tuần tra để làm nhiệm vụ dẫn đường máy bay tiêm kích sau khi tàu khu trục Swanson tách khỏi đơn vị đêm hôm đó.
Ngày hôm sau, Warrington rút lui khỏi khu vực Biak cùng với Đội đặc nhiệm 77.8 và quay trở về vịnh Humboldt cùng ngày hôm đó. Từ ngày 3 đến ngày 5 tháng 6, nó thực hiện một chuyến đi khác đến Biak, nơi nó đã bắn pháo hỗ trợ trong một lúc ngắn vào ngày 5 tháng 6, trước khi lên đường hộ tống một đoàn tàu LST quay trở lại vịnh Humboldt. Sau một chuyến đi đến đảo Manus thuộc quần đảo Admiralty và quay trở lại Espiritu Santo thuộc quần đảo New Hebride, Warrington khởi hành từ cảng này vào ngày 19 tháng 6, cùng với Balch quay trở về Hoa Kỳ. Đi ngang qua Bora Bora, hai chiếc tàu khu trục băng qua kênh đào Panama vào ngày 8 tháng 7, dừng một chặng ngắn tại Colón, Panama, và về đến New York vào ngày 15 tháng 7. Chiếc tàu khu trục đi vào Xưởng hải quân New York để được sửa chữa.

#### Bị đắm
Công việc trong ụ tàu hoàn tất vào đầu tháng 8, khi Warrington tiến hành cơ động tại Casco Bay, Maine, rồi đi vào Xưởng hải quân Norfolk để được tiếp tục cải biến. Vào ngày 10 tháng 9, nó rời Norfolk cùng với chiếc Hyades để hướng đến Trinidad. Hai ngày sau, dọc theo bờ biển Florida, hai con tàu gặp phải thời tiết xấu. Đến xế trưa, nó nhận được tin báo đang đi thẳng vào một cơn bão; đến chiều tối, cơn bão khiến Warrington bị trôi dạt trong khi Hyades tiếp tục hành trình một mình. Giữ cho gió và sóng biển ở phía mũi bên mạn trái, chiếc tàu khu trục trải qua được đêm đó an toàn. Tuy nhiên, gió và sóng biển ngày càng mạnh hơn vào sáng sớm ngày 13 tháng 9, và nó bắt đầu bị chúi mũi khiến nước tràn vào các khoang động cơ qua các lỗ thông gió.
Việc mất điện đã khiến gây ra một phản ứng dây chuyền: Các động cơ chính của nó ngừng hoạt động, và động cơ bẻ lái cùng cơ cấu cũng không đáp ứng. Trong khi đó các điện tín viên cố gắng một cách vô vọng để liên lạc với Hyades; cuối cùng một lời kêu cầu cứu bằng bạch thoại được đưa ra cho mọi tàu chiến hay trạm vô tuyến trên bờ. Đến giữa trưa ngày 13 tháng 9, rõ ràng là thủy thủ đoàn Warrington của không thể chiến thắng cuộc chiến nhằm cứu con tàu của họ, và lệnh bỏ tàu được ban ra. Lúc 12 giờ 50 phút, thủy thủ rời tàu, và Warrington đắm hầu như ngay lập tức sau đó. Một cuộc tim kiếm kéo dài diễn ra sau đó do Hyades, Frost, Huse, Inch, Snowden, Swasey, Woodson, Johnnie Hutchins, ATR-9 và ATR-62 thực hiện chỉ cứu được năm sĩ quan và 68 thủy thủ trong tổng số 20 sĩ quan và 301 thủy thủ trong biên chế chiếc tàu khu trục. Tên của được cho rút khỏi danh sách Đăng bạ Hải quân vào ngày 23 tháng 9 năm 1944.

## Phần thưởng
Warrington được tặng thưởng hai Ngôi sao Chiến trận do thành tích phục vụ trong Chiến tranh Thế giới thứ hai.